# Nadija Dorofejewa
Nadija Wołodymyriwna Dorofejewa (ukr. Надія Володимирівна Дорофєєва), ps. DoDo, Dorofeeva (ur. 21 kwietnia 1990 w Symferopolu) – ukraińska piosenkarka, w latach 2010–2020 wokalistka zespołu Wriemia i Stiekło.

## Życiorys
Jest córką Olhi Wolodymyriwnej i Oleksija Petrowycza Dorofejewów. Jej ojciec był żołnierzem, a matka pracowała jako stomatolog. Studiowała na Moskiewskim Państwowym Uniwersytecie Kultury i Sztuki.
Jest laureatką międzynarodowych konkursów wokalnych organizowanych na Ukrainie i Bułgarii oraz na Węgrzech. W 2005 została finalistką programu telewizyjnego Szans. W latach 2005–2007 śpiewała w rosyjskim girls bandzie MCS. W 2010 została wokalistką projektu muzycznego Wriemia i Stiekło, z którym wydała: album studyjny pt. Wriemia i Stiekło (2014), EP-kę pt. Głubokij dom (2015) i składankę przebojów pt. Obratnyj otsczot (2017).
W 2011 brała udział w drugiej edycji programu Zirka + zirka. Początkowo jej partnerką w konkursie była aktorka Olesia Żelezniak, której miejsce wkrótce zajął aktor Wiktorem Loginowem. W 2012 uczestniczyła w pierwszej edycji programu SzoumaStgouon. Jesienią 2015 objęła funkcję trenerki w pierwszym sezonie programu Malenkie giganty (1+1). W lutym 2016 stworzyła własną linię odzieżową „It’s My DoDo” i została ambasadorką marki kosmetycznej Maybelline. W październiku tego samego roku wystąpiła gościnnie w serialu Kandydat. Od 27 sierpnia do 28 października 2017 brała udział w piątej edycji programu 1+1 Tanci z zirkamy, w parze z Jewhenijem Kotem zajęła drugie miejsce w finale. Jesienią 2017 objęła funkcję trenera w czwartym sezonie programu Hołos. Dity.
W 2020 zespół Wremia i Stiekło ogłosił zakończenie działalności. 17 listopada Dorofejewa ogłosiła, że na 19 listopada 2020 planuje premierę pierwszego, solowego singla „Gorit” wraz z teledyskiem. Premierowa prezentacja wideoklipu odbyła się w formie imprezy organizowanej zdalnie, a wokalistka zaprosiła m.in. Monatika, Wierę Brieżniewę i Potapa. Utwór zadebiutował na pierwszym miejscu w ukraińskim iTunes oraz Apple Music, dzięki czemu Dorofeeva stała się pierwszym ukraińskim wykonawcą, którego utwór dotarł na szczyt ukraińskiej listy przebojów tego serwisu w 2020 roku. Mimo fali popularności utworu, po premierze teledysku w mediach wybuchł skandal związany z tym, iż część ujęć została nagrana na Alei Bohaterów Niebiańskiej Stoni, a data premiery zbiegała się z rocznicą euromajdanu. Po wielu negatywnych komentarzach piosenkarka usunęła post z teledyskiem ze swojego profilu na Instagramie, a producent Potap przeprosił wszystkich za to zajście. Wkrótce skandal wokół piosenki nabrał nowego charakteru – niektórzy zaczęli sugerować, że utwór jest plagiatem kompozycji „Mathematics” brytyjskiej piosenkarki Little Boots z 2009, o czym miał świadczyć chór umieszczony w utworze.

## Życie prywatne
8 lipca 2015 poślubiła dziennikarza Wołodymyra Dantesa (ur. 1988).

## Dyskografia solowa

### Albumy studyjne
| Rok  | Tytuł |
| ---- | --- |
| 2022 | Sensi - Data wydania: 16 września 2022 - Wytwórnia: Mozgi Entertainment - Format: digital download, streaming |

### Minialbumy
| Rok  | Tytuł |
| ---- | --- |
| 2021 | Dofamin - Data wydania: 19 marca 2021 - Wytwórnia: Mozgi Entertainment - Format: digital download, streaming |

### Single
| Rok | Tytuł                                               | Najwyższe pozycje na listach | Najwyższe pozycje na listach | Najwyższe pozycje na listach | Najwyższe pozycje na listach | Najwyższe pozycje na listach | Najwyższe pozycje na listach | Najwyższe pozycje na listach | Najwyższe pozycje na listach | Najwyższe pozycje na listach | Najwyższe pozycje na listach | Album lub minialbum |
| Rok | Tytuł                                               | UKR                          | UKR                          | UKR                          | UKR                          | RUS                          | RUS                          | RUS                          | WNP                          | WNP                          | WNP                          | Album lub minialbum |
| Rok | Tytuł                                               | AirPlay                      | Radio                        | YouTube                      | All Media                    | Radio                        | YouTube                      | All Media                    | Radio                        | YouTube                      | All Media                    | Album lub minialbum |
| --- | --------------------------------------------------- | ---------------------------- | ---------------------------- | ---------------------------- | ---------------------------- | ---------------------------- | ---------------------------- | ---------------------------- | ---------------------------- | ---------------------------- | ---------------------------- | ------------------- |
| 2016 | „Abnimos/Dosvidos” (NK, gościnnie: Nadya Dorofeeva) | –                            | –                            | X                            | X                            | –                            | –                            | –                            | 195                          | –                            | 518                          | –                   |
| 2018 | „Gluboko...” (Monatik, gościnnie: Nadya Dorofeeva)  | 19                           | 44                           | X                            | X                            | 24                           | 27                           | 49                           | 26                           | 15                           | 21                           | Vislovo             |
| 2018 | „Gluboko...” (Monatik, gościnnie: Nadya Dorofeeva)  | 19                           | 44                           | X                            | X                            | 24                           | 27                           | 49                           | 26                           | 15                           | 21                           | Love It Ritm        |
| 2020 | „Gorit”                                             | 1                            | 2                            | 1                            | 1                            | 6                            | 8                            | 2                            | 5                            | 8                            | 2                            | Dofamin             |
| 2021 | „A tebe...”                                         | –                            | –                            | 19                           | 21                           | –                            | 98                           | –                            | –                            | 98                           | 678                          | Dofamin             |
| 2021 | „Poczemu”                                           | –                            | 23                           | 50                           | 37                           | –                            | –                            | –                            | 75                           | –                            | 100                          | –                   |
| 2021 | „Newesta” (gościnnie: Skriptonit)                   | 16                           | –                            | 8                            | 16                           | –                            | 56                           | –                            | –                            | 56                           | 288                          | –                   |
| 2022 | „Raznotswetna’ja”                                   | 1                            | –                            | 9                            | 9                            | –                            | 42                           | –                            | 258                          | 42                           | –                            | –                   |
| 2022 | „Dumy” (oraz Artem Pywowarow)                       | 3                            | 2                            | 2                            | 3                            | –                            | –                            | –                            | 154                          | –                            | –                            | Sensi               |
| 2022 | „Riznokolorowa”                                     | 17                           | 27                           | 40                           | 59                           | –                            | –                            | –                            | 471                          | –                            | –                            | Sensi               |
| 2022 | „Krapa’jut’”                                        | 6                            | –                            | 38                           | 60                           | –                            | –                            | –                            | –                            | –                            | –                            | Sensi               |
| 2022 | „U twoji duszi”                                     | 6                            | –                            | 46                           | 61                           | –                            | –                            | –                            | –                            | –                            | –                            | Sensi               |
| 2022 | „Ohololo”                                           | –                            | –                            | –                            | –                            | –                            | –                            | –                            | –                            | –                            | –                            | Sensi               |
| 2022 | „Shchob ne Bulo”                                    | –                            | 18                           | 2                            | 3                            | –                            | –                            | –                            | 473                          | –                            | –                            | –                   |
| 2022 | „Szczedryk” (oraz Lely45)                           | –                            | –                            | –                            | –                            | –                            | –                            | –                            | –                            | –                            | –                            | –                   |
| 2023 | „Wotsap”                                            | 1                            | –                            | 2                            | 3                            | –                            | –                            | –                            | –                            | –                            | –                            | –                   |
| „–” oznacza, że singel nie był notowany na danej liście. „X” oznacza, że lista przebojów nie istniała w danym okresie. |                                                     |                              |                              |                              |                              |                              |                              |                              |                              |                              |                              |                     |

#### Inne notowane utwory
| Rok                                                      | Tytuł                  | Najwyższe pozycje na listach | Najwyższe pozycje na listach | Najwyższe pozycje na listach | Najwyższe pozycje na listach | Album lub Minialbum                    |
| Rok                                                      | Tytuł                  | UKR                          | UKR                          | UKR                          | WNP                          | Album lub Minialbum                    |
| Rok                                                      | Tytuł                  | AirPlay                      | YouTube                      | All Media                    | Radio                        | Album lub Minialbum                    |
| -------------------------------------------------------- | ---------------------- | ---------------------------- | ---------------------------- | ---------------------------- | ---------------------------- | -------------------------------------- |
| 2021                                                     | „Weczerinka”           | –                            | 55                           | 90                           | 658                          | Dofamin                                |
| 2021                                                     | „Ja Twoja ne Perwa’ja” | 2                            | 11                           | 13                           | –                            | Trib’jut t.A.T.u. „200 po wstriecznoj” |
| „–” oznacza, że singel nie był notowany na danej liście. |                        |                              |                              |                              |                              |                                        |

#### Z gościnnym udziałem
| Rok  | Tytuł | Album                 |
| ---- | --- | --------------------- |
| 2017 | „Ne zabiraj menja s pati” (Skriptonit, gościnnie: Nadya Dorofeeva)                                                                                         | Prazdnik na ulitse 36 |
| 2021 | „Wals 86” (Potap, Mozgi, gościnnie: Dorofeeva, Sergіi Babkіn, Taras Topol’ja, Alina Pasz i Julija Sanina)                                                  | –                     |
| 2022 | „Razom do peremohy” (Ola Polakowa oraz Dorofeeva, Jerry Heil, Tayanna, Anna Trinczer, Mélovin, Złata Ogniewicz, Iwan Navi, Olga Tsibulska, Nikita Lomakin) | –                     |